# Lugauer
Lugauer – szczyt w Alpach Ennstalskich, części Północnych Alp Wapiennych. Leży w Austrii, w kraju związkowym Styria. Góra ma dwa wierzchołki: wyższy, południowo-zachodni o wysokości 2217 m oraz niższy, północno-wschodni o wysokości 2206 m. Szczyty można zdobyć ze schroniska Hesshütte.